# Russell Nype
Russell Harold Nype (Zion, 26 aprile 1920 – West Palm Beach, 27 maggio 2018) è stato un attore statunitense, vincitore di due Tony Awards.
È noto soprattutto come interprete di musical a Broadway e per le sue performance ha vinto due Tony Award al miglior attore non protagonista in un musical: per Call Me Madam (1951) e Goldilocks (1959). Ha recitato anche in altri musical, tra cui Hello, Dolly! e Carousel.

## Filmografia

### Cinema
- Love Story, regia di Arthur Hiller (1970)
- Can't Stop the Music, regia di Nancy Walker (1980)
- Balboa, regia di James Polakof (1983)
- Stuff - Il gelato che uccide (The Stuff), regia di Larry Cohen (1985)

### Televisione
- Tonight on Broadway – serie TV, 1 episodio (1949)
- Faith Baldwin Romance Theatre – serie TV, 2 episodi (1951)
- Studio One – serie TV, 1 episodio (1953)
- The Motorola Television Hour – serie TV, 1 episodio (1953)
- One Touch of Venus – film TV (1955)
- Appointment with Adventure – serie TV, 1 episodio (1955)
- Omnibus – serie TV, 1 episodio (1955)
- Startime – serie TV, 1 episodio (1960)
- The Aquanauts – serie TV, 1 episodio (1961)
- June Allyson Show (The DuPont Show with June Allyson) – serie TV, episodio 2x24 (1961)
- Frontiers of Faith – serie TV, 1 episodio (1961)
- Look Up and Live – serie TV, 1 episodio (1964)
- Kiss Me Kate – film TV (1968)
- Dorothy – serie TV, 4 episodi (1979)
- Fantasilandia (Fantasy Island) – serie TV, 2 episodi (1981-1982)
- Morning's at Seven – film TV (1982)
- Giorno per giorno (One Day at a Time) – serie TV, 1 episodio (1982)
- I Robinson (The Cosby Show) – serie TV, 1 episodio (1989)
- La signora in giallo (Murder, She Wrote) – serie TV, episodio 5x13 (1989)
- Casalingo Superpiù (Who's the Boss?) – serie TV, 1 episodio (1991)

## Doppiatori italiani
Nelle versioni in italiano delle opere in cui ha recitato, Russell Nype è stato doppiato da:
- Giulio Platone in Stuff - Il gelato che uccide
- Sandro Iovino in Love Story
- Silvio Anselmo in La signora in giallo